# Аліреза Гашгаян
Аліреза Гашгаян (перс. علی‌رضا قشقاییان, нар. 27 лютого 1954) — іранський футболіст, що грав на позиції захисника.
Виступав, зокрема, за клуб «Барг» (Шираз), а також національну збірну Ірану, за яку грав протягом двох років, провівши у формі головної команди країни 3 матчі.